# Aeroportul Zhengzhou Xinzheng
Aeroportul Zhengzhou Xinzheng (IATA: CGO, ICAO: ZHCC) este un aeroport din Henan, Republica Populară Chineză ce deservește zona Zhengzhou. Aeroportul a fost tranzitat în 2022 de 9.221.674 de pasageri. A fost deschis în 1997 și numit după zona deservită.
Situat la o altitudine de 151 m, aeroportul dispune de 2 piste.

## Infrastructură

### Piste
Aeroportul dispune de 2 piste. Pista 12R/30L are suprafața de beton și dimensiunile 3.400 m × . Pista 12L/30R are suprafața de beton și dimensiunile 3.600 m × . 